# Jeannie Mole
Harriet Fisher Mole (Warrington, 2 de maio de 1841 - Paris, 15 de abril de 1912), conhecida como Jeannie, foi uma socialista, feminista e organizadora sindical britânica em Liverpool. Chegando lá em 1879, Mole foi fundamental para trazer o socialismo para Liverpool, bem como estabelecer uma série de sociedades para encorajar os sindicatos entre a força de trabalho feminina de Liverpool. Ela apoiou greves para melhorar as condições da força de trabalho, principalmente para retirar multas.
Mole também apoiou a reforma do vestuário, montou uma van de comida socialista e defendeu a investigação do legista para a família de uma mulher morta em um acidente industrial, garantindo que a família recebesse uma indenização e encorajando o júri a recomendar melhorias de segurança como parte do veredito.

## Biografia
Harriet Fisher Jones nasceu em 2 de maio de 1841 em Warrington. Seu pai era Evan Jones, um funileiro, e sua mãe era Harriet Jones. Como ela e sua mãe tinham o mesmo nome, ela ficou mais conhecida como Jeannie. Em 1860, ela se casou com um comerciante de frutas, Robert Willis, e o casal viajou para a cidade de Nova Iorque, onde ela se interessou pelo movimento dos direitos dos negros. Em seu retorno à Inglaterra, ela e o marido se estabeleceram em Londres e tiveram um filho, Robert Frederick Evan Willis, mais conhecido como Fred. Willis passou algum tempo ajudando os pobres nas favelas de Londres. Ela foi fortemente influenciada pelas obras de Thomas Carlyle e John Ruskin, colocando-a no caminho do socialismo.
No final da década de 1870, Harriet se divorciou do marido e se casou novamente. Seu novo marido era outro comerciante de frutas, William Keartland Mole, que também era filho de um rico joalheiro de Liverpool. William tinha 22 anos na época, e o casamento foi testemunhado pelo filho de Mole, assim como seu irmão. A família mudou-se para Liverpool, morando na Bold Street. Foi lá que ela começou sua ambição ao longo da vida de melhorar a vida daqueles que vivem na pobreza em Liverpool.
Mole sofreu um ataque cardíaco em 1896, provavelmente devido ao trabalho excessivo e a doença resultante a levou a se afastar do trabalho organizacional no ano seguinte. Seu filho, Fred, morreu em 1905. Mole faleceu em 15 de abril de 1912, enquanto estava de férias em Paris.